# The Cobbler (film)
The Cobbler is een Amerikaanse dramedy met magisch realisme uit 2014 in regie van Thomas McCarthy. Hoofdrollen worden gespeeld door Adam Sandler, Dan Stevens, Dustin Hoffman en Steve Buscemi. De film ging op 11 september in première op het Internationaal filmfestival van Toronto.

## Verhaal
New York anno 1903: enkele zelfstandigen, waaronder een schoenmaker, klagen over Gergerman. Het zou de schuld van Gergerman zijn dat hun zaken slecht gaan. Op een dag brengt Gergerman een paar schoenen binnen ter herstelling. Schoenhersteller Pinchas Simkin neemt de schoenen mee naar de kelder om deze te repareren met een speciale naaimachine. Hij praat met zijn zoon Hershel over het belang van deze specifieke machine.
Anno 2014 wordt de zaak uitgebaat door Max Simkin, achterkleinzoon van Pinchas. Op een dag komt Carmen Herrera de winkel binnen met het bericht dat een grote bouwmaatschappij van plan is om zowat alle huizen in de buurt af te breken en te vervangen door grote flatgebouwen.
Leon Ludlow brengt zijn schoenen binnen ter reparatie. Omdat Max zijn moderne naaimachine het plots begeeft, gebruikt hij de oude in de kelder. Na herstelling past Max de schoenen en tot zijn verbazing neemt zijn lichaam het uiterlijke aan van Leon. Max gebruikt daarna de machine nog enkele keren en de magie blijkt telkens te werken. Daarop besluit hij om door het leven te gaan in een ander uiterlijk: als Chinees bezoekt hij Chinatown en in een andere gedaante gaat hij op restaurant zonder te betalen. In de gedaante van de Brit Emiliano bezoekt hij een bar waar hij veel aandacht krijgt van de vrouwen. Hij achterhaalt waar Emiliano woont en tracht gemeenschap te hebben met diens vriendin Taryn. Echter realiseert Max dat de magie verbreekt zodra hij een schoen uitdoet waardoor hij uiteindelijk wegloopt.
Max komt te weten dat zijn moeder hoopt om haar man Abraham, die ooit spoorloos verdween, nog eens te ontmoeten. Daarom repareert Max een paar schoenen van zijn vader, trekt deze aan en nodigt zijn moeder Sarah uit voor een diner. De volgende dag steft Sarah waardoor Max de winkel voor een week sluit. Bij heropening eist Ludlow zijn schoenen terug en dreigt om Max te vermoorden. Max achtervolgt Ludwig tot aan diens woning. Daar trekt hij de schoenen aan van Ludlow en doorzoekt zijn huis. Zo komt hij te weten dat Ludlow zijn vriendin Macy misbruikt en dat Ludlow heel wat wapens heeft. Plots stapt de echte Ludlow de kamer binnen. Hij tracht Max te wurgen, maar deze laatste gebruikt een taser.
Later keert Max, in de gedaante van een travestiet, terug naar het huis van Ludlow. Er ontstaat alweer een gevecht waarbij Max een stiletto in het lichaam van Ludlow steekt die daarop sterft. Max geeft zichzelf aan bij de politie, maar het lijk en het bloed zijn verdwenen.
Max neemt ook de gedaante aan van de bouwheer die de wijk wil slopen om deze te redden. Later gaat hij nogmaals als Ludlow naar diens huis om afscheid te nemen van Macy. Hij zegt dat hij uit haar leven zal verdwijnen en dat ze niet langer meer voor hem hoeft te vrezen. Wanneer hij vertrekt, wordt hij ontvoerd.
Max ontwaakt in de kapperszaak van zijn buurman Jimmy. Jimmy blijkt weet te hebben over de magische machine. Daarop doet Jimmy zijn schoenen uit en verandert in Abraham. Abraham neemt zijn zoon Max mee voor een rit in de stad en vertelt over hoe de familie in bezit kwam van de magische machine.

## Rolverdeling
| Acteur         | Personage         |
| -------------- | ----------------- |
| Adam Sandler   | Max Simkin        |
| Dan Stevens    | Emiliano          |
| Dustin Hoffman | Abraham Simkin    |
| Steve Buscemi  | Jimmy             |
| Melonie Diaz   | Carmen Herrara    |
| Ellen Barkin   | Elaine Greenawalt |
| Method Man     | Leon Ludlow       |
| Dascha Polanco | Macy              |

## Productie
De filmopnames begonnen op 11 november 2013 in New York. De film kreeg een beperkte release op 13 maart 2015 en was een grote flop aan de kassa met een opbrengst van amper 24.000 dollar in zijn openingsweekend. De film kreeg negatieve kritieken van de filmcritici met een score van amper 8% op Rotten Tomatoes. De film werd dan ook genomineerd voor twee Golden Raspberry Awards.